# سن خوزه ده اوکوا
سن خوزه ده اوکوا (به لاتین: San José de Ocoa) یک شهر در جمهوری دومینیکن است که در سانتو دومینگو واقع شده‌است.

## خصوصیات
سن خوزه ده اوکوا ۴۸۴٫۸۷ کیلومترمربع مساحت و ۵۷٬۱۷۴ نفر جمعیت دارد و ۴۷۵ متر بالاتر از سطح دریا واقع شده‌است.